# Jane Dieulafoy
Jane Dieulafoy (Toulouse, 29 de junho de 1851 – Alto Garona, 25 de maio de 1916) foi uma arqueóloga, exploradora, romancista, feminista e jornalista francesa. Ela era a esposa de Marcel-Auguste Dieulafoy. Ela e seu marido escavaram a antiga cidade persa de Susã e fizeram várias descobertas, algumas das quais estão expostas no Museu do Louvre.

## Carreira
Jane Dieulafoy nasceu Jeanne Henriette Magre em uma rica família de comerciantes burgueses em Toulouse, França. Ela estudou no convento de l'Assomption d'Auteuil, em um subúrbio de Paris, de 1862 a 1870. Ela se casou com Marcel Dieulafoy em maio de 1870, aos 19 anos de idade. Nesse mesmo ano, começou a Guerra Franco-Prussiana. Marcel se ofereceu e foi enviado para a frente. Jane o acompanhou, vestindo um uniforme de soldado e lutando ao seu lado.

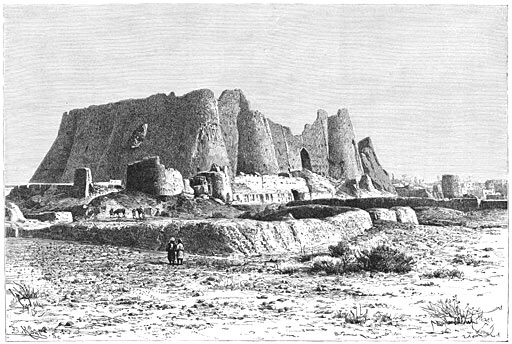
Cidadela de Varamin, por Jane Dieulafoy

Com o fim da guerra, Marcel foi contratado pelas ferrovias Midi, mas durante os próximos dez anos os Dieulafoys viajariam pelo Egito e Marrocos para trabalhos arqueológicos e de exploração. Jane não manteve um registro dessas viagens. Marcel interessou-se cada vez mais pela relação entre a arquitetura oriental e ocidental e, em 1879, decidiu dedicar-se à arqueologia.
Os Dieulafoys visitaram a Pérsia pela primeira vez em 1881 e retornariam duas vezes depois disso. A primeira viagem para a Pérsia foi de cargueiro de Marselha para Constantinopla, de barco russo para Poti na costa leste do Mar Negro, e depois através do Cáucaso, e via Azerbaijão para Tabriz. De lá, eles viajaram amplamente pela Pérsia, para Teerã, Isfahan e Xiraz. Jane Dieulafoy documentou as explorações da dupla em fotografias, ilustrações e textos. Ela fez anotações diárias durante suas viagens, que foram posteriormente publicadas em dois volumes.

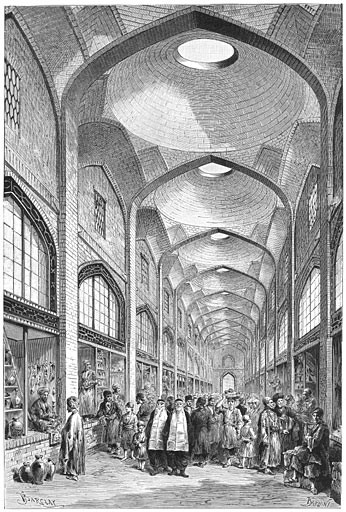
Vakil Bazaar em Xiraz, visto por Jane Dieulafoy em 1881

Em Susã, o casal encontrou vários artefatos e frisos, vários dos quais foram enviados de volta para a França. Um desses achados é o famoso Lion Frieze em exposição no Museu de Louvre. Duas salas do museu contêm artefatos trazidos pelas missões Dieulafoy. Por suas contribuições, o governo francês conferiu-lhe o título de Cavaleiro da Legião de Honra em 1886. A transferência dos objetos encontrados para a França causou danos consideráveis aos achados das escavações arqueológicas iranianas. Jane Dieulafoy diz em suas memórias sobre o Palácio Apadana em Susã:

Ontem assisti o grande touro de pedra encontrado nos últimos dias com grande pesar, pesando cerca de doze mil libras! É impossível sacudir uma massa tão grande. Eventualmente, não consegui superar minha raiva, pegar uma marreta e cair na rocha. Eu bati com um golpe selvagem. A cabeça da coluna é quebrada como resultado de uma marreta atingida como uma fruta madura...

Após suas viagens na Pérsia, Dieulafoy e seu marido passaram um tempo viajando pela Espanha e Marrocos entre 1888 e 1914. Ela também escreveu dois romances: O primeiro foi Parysatis, em 1890, ambientado na antiga Susã. Mais tarde, foi adaptado em uma ópera por Camille Saint-Saëns. Seu segundo, Déchéance, foi publicado em 1897. Marcel se ofereceu para ir a Rabat, Marrocos durante a Primeira Guerra Mundial, e Jane o acompanhou.
Enquanto no Marrocos, sua saúde começou a declinar. Ela contraiu disenteria amebiana e foi forçada a retornar à França, onde morreu em Pompertuzat em 1916. O casal sem filhos deixou sua casa na Rue Chardin, 12, em Paris, para a Cruz Vermelha Francesa, que continua a operar um escritório do prédio até hoje.

## Transformismo

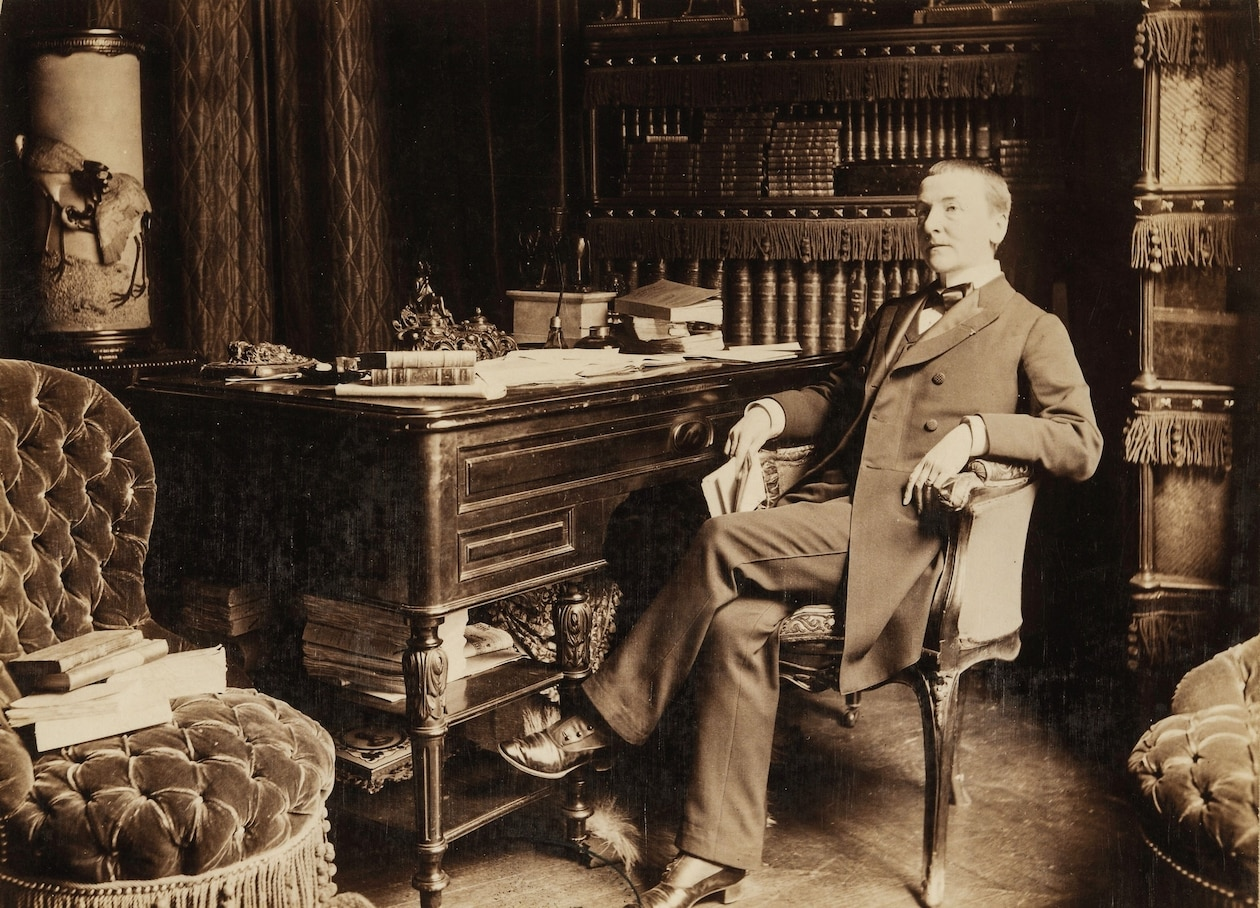
Dieulafoy em roupas masculinas, fotografado por Dornac

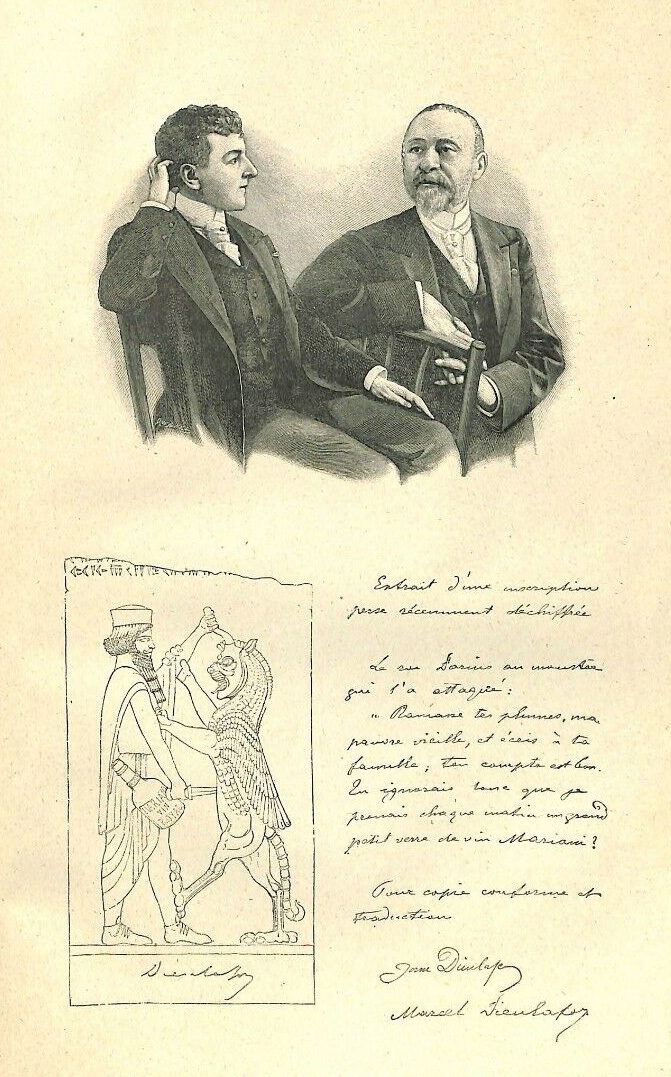
Jane (à esquerda, em roupas masculinas) com o marido

Durante suas viagens ao exterior, Jane Dieulafoy preferia se vestir com roupas masculinas e usar o cabelo curto, porque era difícil para uma mulher viajar livremente em um país muçulmano. Ela também se vestiu de homem quando lutou ao lado de Marcel Dieulafoy durante a guerra franco-prussiana e continuou vestindo roupas masculinas quando voltou para a França. Isso era contra a lei na França na época, mas quando ela voltou do Oriente Médio, ela recebeu uma "permissão de travestismo" especial do prefeito de polícia. De seu cross-dressing, Dieulafoy escreveu "Eu só faço isso para economizar tempo. Eu compro ternos prontos e posso usar o tempo economizado dessa maneira para fazer mais trabalho." Ela inclui muitos personagens que se travestem em sua ficção, incluindo seus romances Volontaire e Frère Pélage.
Dieulafoy se considerava igual ao marido, mas também era ferozmente leal a ele. Ela se opunha à ideia do divórcio, acreditando que degradava as mulheres. Durante a Primeira Guerra Mundial, ela fez uma petição para permitir que as mulheres tivessem um papel maior nas forças armadas. Ela foi membro do júri do literário Prêmio Femina desde sua criação em 1904 até sua morte.

## Obras publicadas
Principais trabalhos publicados:
- La Perse, la Chaldée et la Susiane 1881–1882 (em francês). Paris: [s.n.] 1887
- L'Orient sous le voile. De Chiraz à Bagdad 1881–1882 (vol 2) (em francês). Paris: [s.n.] 1889
- À Suse 1884–1886. Journal des fouilles (em francês). Paris: [s.n.] 1888
- Parysatis (em francês). Paris: [s.n.] 1890
- Volontaire (em francês). Paris: [s.n.] 1892
- Rose d'Hatra et L'Oracle (short stories) (em francês). Paris: [s.n.] 1893
- Frère Pélage (em francês). Paris: [s.n.] 1894
- Déchéance (em francês). Paris: [s.n.] 1897
- Aragon et Valence (em francês). Paris: [s.n.] 1901
- L'épouse parfaite (translation from Fray Luis de León) (em francês). Paris: [s.n.] 1906
- Castille et Andalousie (em francês). Paris: [s.n.] 1908
- Isabelle la Grande (em francês). Paris: [s.n.] 1920